# قطار تپه
قطار تپه مربوط به دوران پیش از تاریخ ایران باستان - دوران‌های تاریخی پس از اسلام است و در شهرستان آبیک، روستای قره قباد واقع شده و این اثر در تاریخ ۱۲ بهمن ۱۳۸۱ با شمارهٔ ثبت ۷۴۵۳ به‌عنوان یکی از آثار ملی ایران به ثبت رسیده است.